# Usos
Gli Usos sono stati un tag team di wrestling attivo nella WWE dal 2009 al 2023, formata dai fratelli gemelli Jimmy e Jey Uso.
I due hanno detenuto cinque volte lo SmackDown Tag Team Championship, e il loro quinto regno, durato 622 giorni, è il più lungo per qualsiasi titolo di coppia nella storia della WWE. Hanno detenuto inoltre il Raw Tag Team Championship per tre volte, il che li rende complessivamente otto volte campioni di coppia.
In precedenza hanno lottato nella Florida Championship Wrestling, dove hanno vinto una volta l'FCW Florida Tag Team Championship.
I due sono fratelli gemelli e figli di Solofa Fatu, meglio noto come Rikishi e fratelli maggiori di Solo Sikoa. Sono inoltre nipoti di Umaga, e di secondo grado di The Rock e cugini di secondo grado di Roman Reigns e Rosey.

## Storia

### WWE (2009–presente)

#### Florida Championship Wrestling (2009–2010)
Jimmy Uso appare per la prima volta nei tapings della FCW del 5 novembre accompagnando Donny Marlow. Jey invece arriva poche settimane più tardi sconfiggendo in un dark match Titus O'Neil. Gli Usos debuttano insieme sconfiggendo Husky Harris e Bo Rotundo il 14 gennaio. Subiscono la prima sconfitta in un six-man tag team match con Donny Marlow contro Husky Harris, Bo Rotundo e Wes Brisco. Continuano a fare squadra con Marlow e spesso quest'ultimo li accompagna sul ring. Sconfiggono il 25 febbraio Titus O'Neil e Big E Langston.
A marzo si uniscono a Tamina e il 13 marzo sconfiggono Michael McGillicutty e Brett DiBiase in un tag team match e vincono l'FCW Florida Tag Team Championship. Difendono con successo i titoli contro Caylen Croft e Trent Baretta, Darren Young e Percy Watson, Hunico e Tito Nieves, Skip Sheffield e Darren Young e ancora i Dudebusters che sconfiggono per squalifica per interferenza di Tamina. Perdono i titoli il 3 giugno contro Epico e Hunico.

#### Faida con la Hart Dynasty (2010–2011)

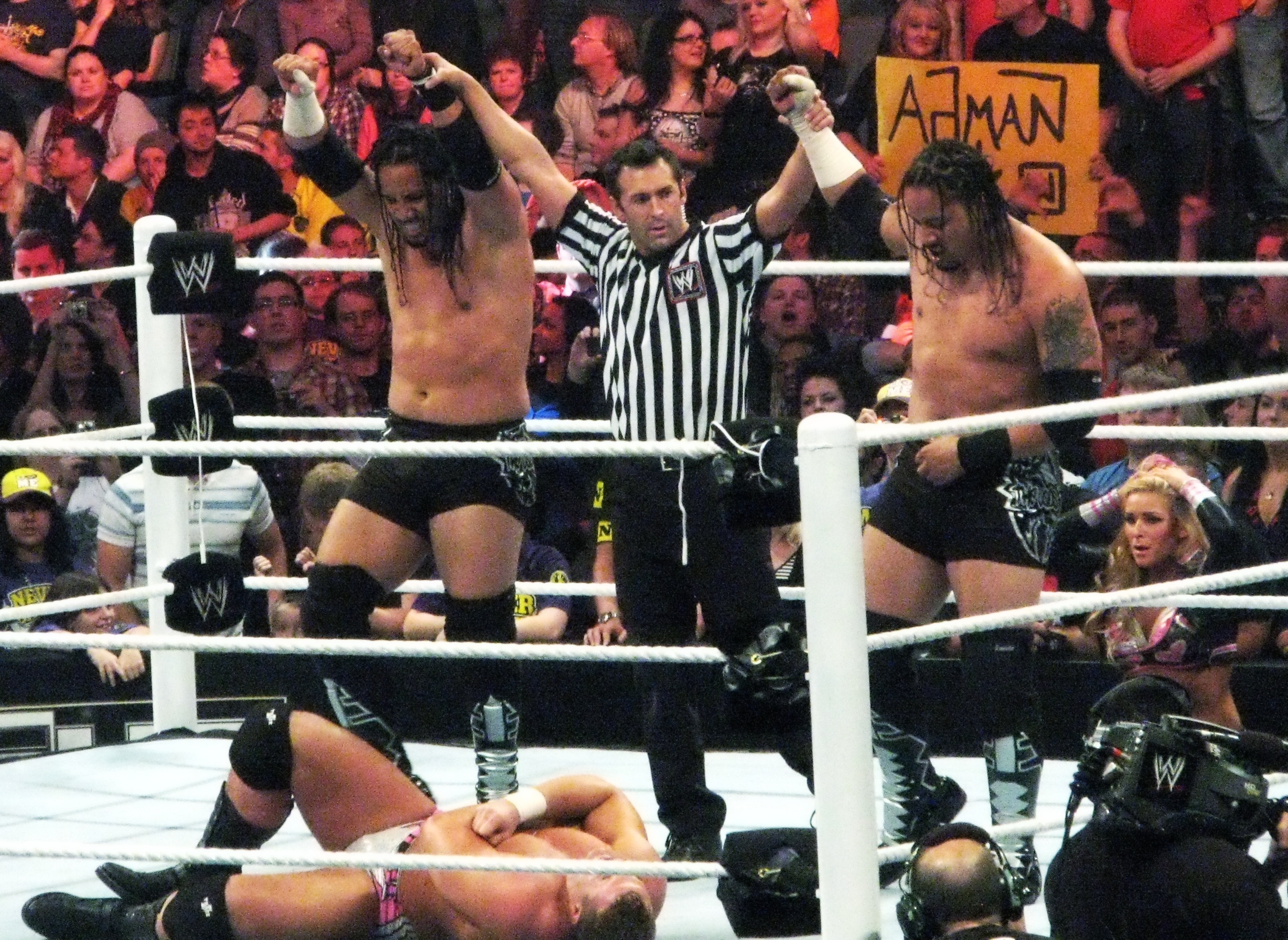
Gli Usos vittoriosi a Raw

Gli Usos insieme a Tamina fanno il loro debutto da heel attaccando gli Unified WWE Tag Team Champions David Hart Smith e Tyson Kidd e la loro manager Natalya. La settimana successiva mentre il trio teneva un promo sulle loro famiglie, viene attaccato dalla Hart Dynasty che si vendica per la settimana precedente. Gli Usos provano ad attaccare nuovamente i campioni ma vengono respinti. Fanno il loro debutto sul ring a Superstars sconfiggendo in un tag team match Mark Henry e Goldust. A WWE Fatal 4-Way gli Usos e Tamina perdono contro la Hart Dynasty in un 6-person mixed tag team match. Il 28 giugno viene fissata una rivincita, ma gli Usos attaccano gli Harts prima dell'inizio del match. Gli Usos sconfiggono la Hart Dynasty per la prima volta in un 6-person mixed tag team match nell'episodio del 12 luglio di Raw dove Jey Uso schiena DH Smith. Al PPV Money in The Bank gli Usos non riescono a vincere gli Unified WWE Tag Team Championship contro Tyson Kidd e DH Smith. Nell'episodio del 26 luglio Jey Uso combatte contro Randy Orton perdendo. Ricevono un'altra opportunità per i WWE Tag Team Championship a Night Of Champions in un Turmoil Tag Team Match contro i campioni, Cody Rhodes & Drew McIntyre, Santino Marella & Vladimir Kozlov e Mark Henry & Evan Bourne.
Nell'episodio del 6 dicembre di Raw, gli Usos falliscono l'assalto ai WWE Tag Team Championship in un Fatal 4-Way Tag Team Match contro Heath Slater & Justin Gabriel, Mark Henry & Yoshi Tatsu e Santino Marella & Vladimir Kozlov che invece vincono i titoli. Nel match Tamina effettua un turn face baciando Santino Marella a fine match. Nella puntata di WWE Superstars del 23 dicembre sconfiggono Darren Young & Yoshi Tatsu in un tag team match. I due samoani vincono anche il rematch ancora una volta a WWE Superstars il 30 dicembre. Nella puntata di Raw del 3 gennaio 2011, gli Usos sconfiggono Santino Marella & Vladimir Kozlov, diventando gli sfidanti al WWE Tag Team Championship. Nella puntata di WWE Superstars del 13 gennaio, Gli Usos, in squadra con William Regal e Zack Ryder, perdono un 8-man tag team match contro la squadra formata da David Hart Smith, Darren Young, Primo e Yoshi Tatsu. Nella puntata di Raw del 17 gennaio, Gli Usos non riescono a vincere i WWE Tag Team Championship contro i campioni Marella & Kozlov. Nella puntata di Raw del 1º febbraio, Gli Usos vengono sconfitti da Mark Henry e The Great Khali ad una gara di ballo mentre a WWE Superstars del 10 febbraio, Gli Usos vengono sconfitti da The Great Khali in un 2 on 1 handicap match. Nella puntata di WWE Superstars del 17 febbraio, Gli Usos sconfiggono in un tag team match David Hart Smith e Yoshi Tatsu. Nella puntata di Superstars del 17 marzo, Gli Usos perdono contro Santino Marella & Vladimir Kozlov. La settimana successiva, perdono contro The Great Khali e Yoshi Tatsu in un tag team match sempre a WWE Superstars. A Wrestlemania 27, sia Jey che Jimmy Uso partecipano al dark match battle royal a 22 uomini, dalla quale vengono però eliminati.

#### SmackDowneNXT(2011–2012)
Jimmy & Jey Uso passano al roster di SmackDown! grazie alla Supplementar Draft 2011, tenutasi il 26 aprile. Nella puntata di Superstars del 5 maggio, Jey Uso combatte un match singolo contro Trent Baretta, perdendo. Nella puntata di Superstars del 2 giugno perdono contro Heath Slater e Justin Gabriel, presentandosi come face. Nella puntata di SmackDown del 10 giugno, Jimmy e Jey Uso riescono a vincere un 6-man tag team match insieme ad Ezekiel Jackson contro Wade Barrett, Heath Slater e Justin Gabriel. La settimana dopo, gli Usos sconfiggono in un match di coppia Heath Slater & Justin Gabriel. Tuttavia, il 24 giugno, perdono il rematch. Nella puntata di Superstars del 30 giugno, gli Usos fanno coppia con Trent Barreta vincendo contro Heath Slater, Justin Gabriel e Tyson Kidd.
Nella puntata di Smackdown del 29 luglio, ottengono la possibilità di conquistare il WWE Tag Team Championship ma vengono sconfitti dai campioni Otunga e McGillicutty. Nella puntata di Superstars del 15 settembre, gli Usos vincono un match di coppia contro Johnny Curtis e Trent Baretta mentre nella puntata di Smackdown del 23 settembre, gli Usos perdono un match contro gli Kofi Kingston e Evan Bourne. Nella settimana successive si esibiscono ad NXT sconfiggendo Darren Young e JTG ma perdono la settimana successiva contro Curt Hawkins e Tyler Reks. Sempre a NXT, l'11 gennaio, vincono contro JTG e Tyson Kidd. Perdono un Tornado Tag Team match contro Primo e Epico a Smackdown, il 20 gennaio. A NXT, il 25 gennaio, vincono contro Tyler Reks e Curt Hawkins. Nella puntata di Smackdown! del 25 maggio vengono sconfitti da Titus O'Neil e Darren Young. A No Way Out, non riescono a diventare primi sfidanti ai titoli di coppia, poiché perdono un Fatal 4-Way Tag Team Match in favore dei Prime Time Players.

#### Opportunità titolate (2012–2016)
A Raw del 24 dicembre sconfiggono poi Tensai, i 3MB e i Prime Time Players in coppia con gli International Airstrike, Brodus Clay e Santino Marella. Iniziano poi una feud con i Prime Time Players nella quale prevalgono.
A Money In The Bank 2013 perdono un match valido per i titoli di coppia contro Seth Rollins e Roman Reigns . A Night of Champions vengono eliminati dal tag team turmoil match non riuscendo così a conquistare i titoli di coppia.
Nell'edizione di Raw del 16 settembre gli Usos sconfiggono i Tons of Funk e gli Real Americans diventando gli sfidanti al WWE Tag Team Championship. Nella puntata di Raw del 16 settembre gli Usos sconfiggono i Real Americans e i Tons of Funk in un triple threat elimination match.
Nella puntata di Raw del 3 marzo 2014, gli Usos diventano i nuovi campioni di coppia battendo i New Age Outlaws. Nella puntata di Raw del 17 marzo vengono sconfitti in un match non titolato dai Real Americans. Nella puntata di SmackDown del 2 maggio insieme a Sheamus vengono sconfitti da Bray Wyatt, Luke Harper e Erick Rowan in un 6-man Tag Team match. Il 12 maggio a Raw gli Usos e John Cena sconfiggono la Wyatt Family.

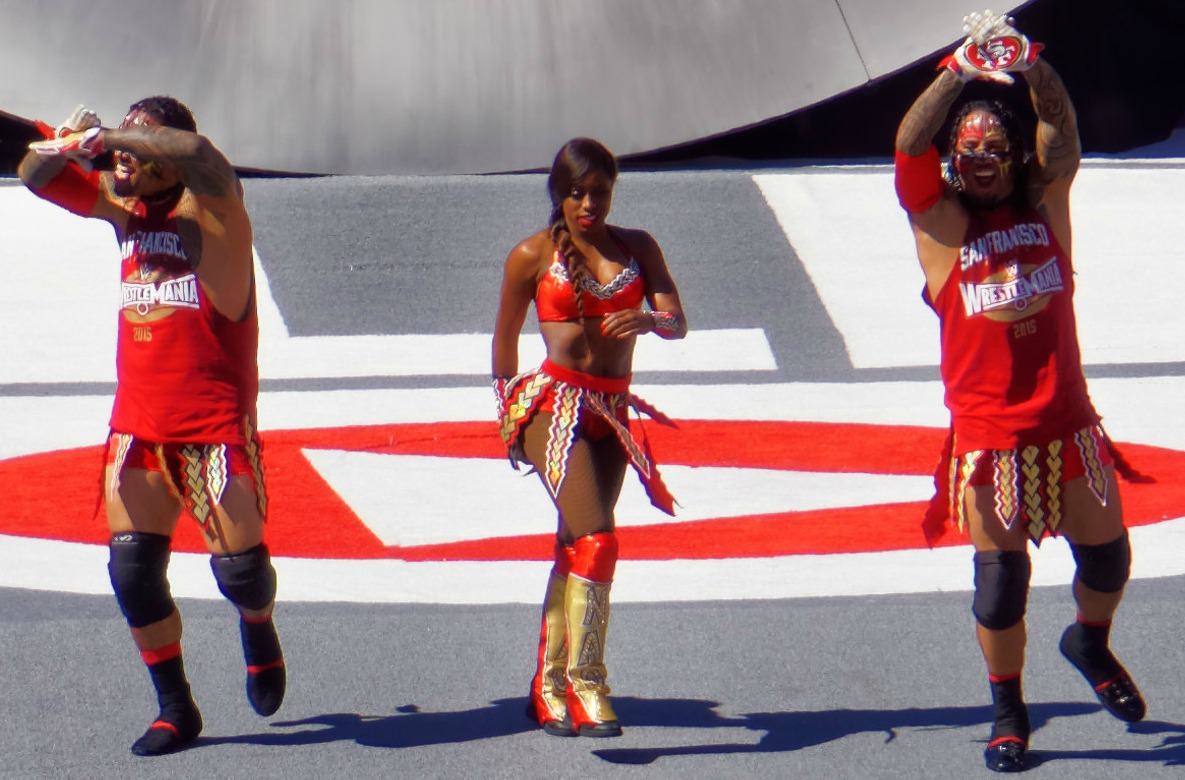
Gli Usos a WrestleMania 31

A Money in the Bank mantengono il WWE Tag Team Championship contro Luke Harper e Erick Rowan. A Battleground mantengono i titoli contro Luke Harper e Erick Rowan in un 2-out-of-3 Falls match vinto per 2-1. Il giorno dopo SummerSlam vengono attaccati da Gold e Stardust, contro cui perdono anche un match non titolato. Viene dunque sancito tra di loro un incontro per le cinture a Night of Champions, il 21 settembre. Al pay-per-view perdono il match e, di conseguenza, anche i WWE Tag Team Championship. Dopo il Fatal Four-Way Tag Team match alle Survivor Series, in cui non riescono a vincere, e a TLC, cercano di riconquistare i titoli questa volta detenuti da The Miz e Damien Mizdow, ma vincono solo per squalifica. Il 29 dicembre a Raw riconquistano i titoli.
Dopo una serie di incontri, singoli e tag team, il 22 febbraio a Fastlane gli Usos perdono i WWE Tag Team Championship in favore di Cesaro e Tyson Kidd. La sera successiva a Raw vincono il rematch per squalifica, non riottenendo dunque i titoli. A Main Event del 3 marzo sconfiggono gli Ascension.
A WrestleMania 31 perdono il Fatal Four-Way contro i campioni e vincitori del match, Cesaro e Tyson Kidd, i Los Matadores e il New Day.
A Survivor Series del 22 novembre si alleano con i Lucha Dragons e Ryback e affrontano il New Day, King Barrett e Sheamus in un 5-on-5 Traditional Survivor Series Tag Team Elimination match, sconfiggendoli.
Iniziano poi una faida con i New Day per il WWE Tag Team Championship ma nei match titolati sono sempre i campioni a trionfare, come a TLC del 13 dicembre (in un ladder match a cui avevano partecipato anche i Lucha Dragons) e alla Royal Rumble del 24 gennaio 2016.
Iniziano in seguito una faida con i Dudley Boyz: dopo alcuni match uno contro uno vinti dai Dudley, gli Usos li hanno sconfitti il 3 aprile a WrestleMania 32. Tuttavia, nella puntata di Raw del 4 aprile, gli Usos sono stati sconfitti dai Dudleyz in un Tables match.

Nella puntata di Raw dell'11 aprile viene indetto un torneo per decretare gli sfidanti WWE Tag Team Championship detenuti dal New Day e gli Usos affrontano ai quarti di finale Curtis Axel e Heath Slater dei Social Outcasts, riuscendo a sconfiggerli. Nella semifinale, invece, svoltasi il 18 aprile a Raw, gli Usos sono stati sconfitti dai Vaudevillains, venendo eliminati. Nella puntata di Raw del 25 aprile gli Usos sono stati sconfitti dai rientranti Luke Gallows e Karl Anderson. Dopo una faida andata avanti per diverso tempo proprio con Anderson e Gallows, gli Usos si sono alleati con il cugino Roman Reigns per formare la stable nota come The Bloodline, per contrapporre il The Club, formato da Anderson, Gallows e AJ Styles. A Extreme Rules del 22 maggio gli Usos sono stati sconfitti da Anderson e Gallows in un Tornado Tag Team match. Nella puntata di Raw dell'11 luglio Jimmy e Jey hanno partecipato ad una Battle Royal per determinare lo sfidante all'Intercontinental Championship, detenuto da The Miz, ma sono stati entrambi eliminati.
Con la Draft Lottery avvenuta nella puntata di SmackDown del 19 luglio, gli Usos sono stati trasferiti nel roster di SmackDown. Il 24 luglio nel Kickoff di Battleground gli Usos sono stati sconfitti dai Breezango. Nella puntata di SmackDown del 16 agosto gli Usos, Mojo Rawley e Zack Ryder e gli American Alpha hanno sconfitto i Vaudevillains, gli Ascension e i Breezango in un 12-man Tag Team match. La scena si è ripetuta nel kick-off di SummerSlam quando gli Usos, gli Hype Bros e gli American Alpha hanno sconfitto i Breezango, gli Ascension e i Vaudevillains in un altro 12-Man Tag Team match. Nella puntata di SmackDown del 23 agosto è stato annunciato il WWE SmackDown Tag Team Championship e, per questo motivo, è stato indetto un torneo per decretare i due team che si affronteranno l'11 settembre a Backlash. Quella stessa sera gli Usos hanno affrontato e sconfitto gli Ascension nei quarti di finale. Nella puntata di SmackDown del 6 settembre gli Usos hanno affrontato gli American Alpha che sono stati sconfitti in ventotto secondi, venendo eliminati; tuttavia gli Usos hanno effettuato un turn heel attaccando brutalmente Chad Gable, infortunandolo (kayfabe). Questo ha fatto in modo che gli American Alpha venissero costretti a lasciare il torneo e il posto vacante per la finale è stato preso proprio dagli Usos che, a Backlash, hanno sconfitto gli Hype Bros. Nella finale, sempre a Backlash, gli Usos si sono presentati con un nuovo look (senza più le loro caratteristiche pitture facciali e abbigliamento più formale) e hanno affrontato Heath Slater e Rhyno ma sono stati sconfitti, fallendo così l'assalto ai titoli. Nella puntata di SmackDown del 13 settembre gli Usos hanno affrontato e sconfitto nuovamente gli Hype Bros. Nella puntata di SmackDown del 20 settembre gli Usos hanno affrontato gli American Alpha per decretare gli sfidanti al WWE SmackDown Tag Team Championship di Heath Slater e Rhyno e, approfittando dell'infortunio di Chad Gable, sono riusciti a vincere l'incontro. Nella puntata di SmackDown del 27 settembre gli Usos e gli Ascension hanno sconfitto Heath Slater, Rhyno e gli American Alpha. Il 9 ottobre a No Mercy gli Usos hanno affrontato Heath Slater e Rhyno per il WWE SmackDown Tag Team Championship ma sono stati sconfitti. Nella puntata di SmackDown del 1º novembre gli Usos hanno affrontato e sconfitto gli Headbangers, entrando a far parte del Team SmackDown per Survivor Series. Nella puntata di Main Event dell'11 novembre gli Usos hanno sconfitto gli Hype Bros. Il 20 novembre a Survivor Series gli Usos hanno preso parte al 10-on-10 Traditional Survivor Series Tag Team Elimination match come parte del Team SmackDown contro il Team Raw, ma sono stati eliminati dal Cesaro e Sheamus, mentre il Team Raw ha vinto l'incontro. Nella puntata di SmackDown del 22 novembre gli Usos hanno partecipato ad un Tag Team Turmoil match per decretare gli sfidanti al WWE SmackDown Tag Team Championship di Heath Slater e Rhyno ma sono stati eliminati per ultimi dagli American Alpha. Gli Usos sono tornati nella puntata di SmackDown del 27 dicembre dove hanno affrontato Luke Harper e Randy Orton, Heath Slater e Rhyno e gli American Alpha in un four corners elimination match per il WWE SmackDown Tag Team Championship ma sono stati eliminati proprio dagli American Alpha, che si sono aggiudicati la contesa e il titolo.

#### Regni titolati (2017–2020)

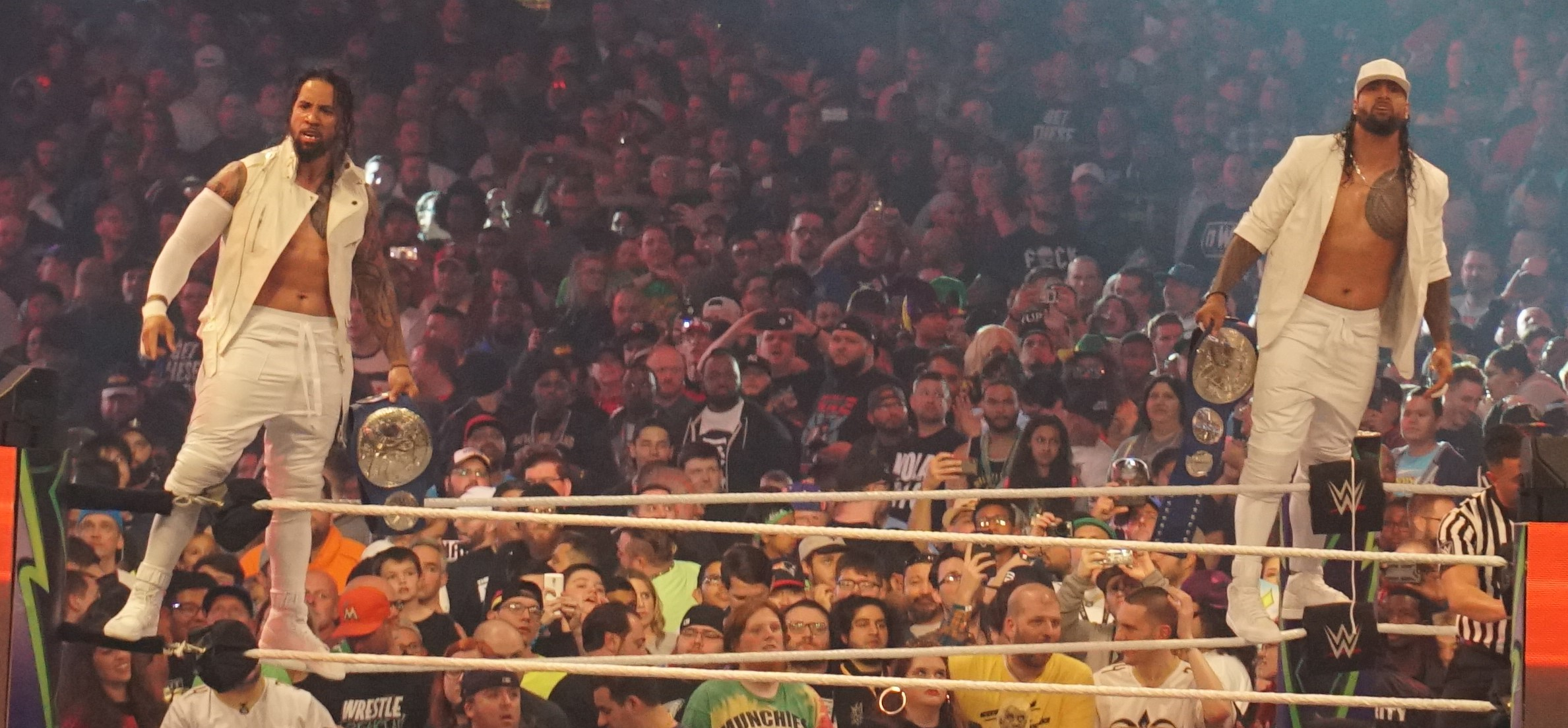
Gli Usos come WWE SmackDown Tag Team Champions a WrestleMania 34

Nella puntata di SmackDown del 7 febbraio gli Ascension, gli Usos e i Vaudevillains hanno sconfitto gli American Alpha, i Breezango e Heath Slater e Rhyno. Il 12 febbraio, ad Elimination Chamber, gli Usos hanno partecipato ad un Tag Team Turmoil match per il WWE SmackDown Tag Team Championship ma, dopo aver eliminato Heath Slater e Rhyno, sono stati eliminati dai campioni in carica, gli American Alpha. Nella puntata di SmackDown del 14 marzo gli Usos hanno sconfitto gli American Alpha in un match non titolato. Nella puntata di SmackDown del 21 marzo gli Usos hanno sconfitto gli American Alpha conquistando il WWE SmackDown Tag Team Championship per la prima volta. Nella puntata di SmackDown del 28 marzo gli Usos, i Breezango e Dolph Ziggler sono stati sconfitti dagli American Alpha, Heath Slater, Rhyno e Mojo Rawley. Il 2 aprile, nel Kick-off di WrestleMania 33, gli Usos hanno partecipato all'annuale André the Giant Memorial Battle Royal ma sono stati eliminati da Big Show e dagli American Alpha. Nella puntata di SmackDown dell'11 aprile gli Usos hanno difeso con successo i titoli contro gli American Alpha. Il 21 maggio, a Backlash, gli Usos hanno difeso con successo i titoli contro i Breezango. Nella puntata di SmackDown del 23 maggio, dopo che Jimmy e Jey sono stati sconfitti rispettivamente da Fandango e Tyler Breeze in due match singoli, gli Usos hanno difeso con successo i titoli contro i Breezango. Nella puntata di SmackDown del 13 giugno gli Usos e i Colóns sono stati sconfitti dai Breezango e da Kofi Kingston e Xavier Woods del New Day. Il 18 giugno, a Money in the Bank, gli Usos sono stati sconfitti da Big E e Kofi Kingston del New Day ma hanno perso l'incontro per count-out e senza dunque il cambio di titolo. Nella puntata di SmackDown del 27 giugno gli Usos hanno sconfitto gli Hype Bros in un match non titolato. Il 23 luglio, a Battleground, gli Usos hanno perso il titolo a favore di Kingston e Woods del New Day dopo 124 giorni di regno. Nella puntata di SmackDown dell'8 agosto gli Usos hanno sconfitto Sami Zayn e Tye Dillinger. Nella puntata di SmackDown del 15 agosto gli Usos hanno sconfitto Kingston e Woods del New Day in un match non titolato. Il 20 agosto, nel Kick-off di SummerSlam, gli Usos hanno sconfitto Big E e Woods del New Day conquistando così il WWE SmackDown Tag Team Championship per la seconda volta. Nella puntata di SmackDown del 22 agosto gli Usos hanno sconfitto gli Hype Bros in un match non titolato. Nella puntata di SmackDown del 29 agosto gli Usos hanno sconfitto Big E e Kingston del New Day. Nella puntata di Sin City SmackDown Live del 12 settembre gli Usos hanno perso il titoli contro Big E e Kingston del New Day in un Sin City Street Fight match dopo 23 giorni di regno. Nella puntata di SmackDown del 26 settembre gli Usos hanno sconfitto gli Hype Bros. L'8 ottobre, a Hell in a Cell, gli Usos hanno sconfitto Big E e Xavier Woods del New Day in un Hell in a Cell match, conquistando così il WWE SmackDown Tag Team Championship per la terza volta. Dopo aver effettuato contestualmente un turn face, nella puntata di SmackDown del 7 novembre gli Usos sono stati sconfitti da Chad Gable e Shelton Benjamin per count-out ma hanno comunque mantenuto i titoli. Il 19 novembre, a Survivor Series, gli Usos hanno sconfitto i WWE Raw Tag Team Champions Cesaro e Sheamus. Nella puntata di SmackDown del 12 dicembre gli Usos sono stati sconfitti da Aiden English e Rusev in un match non titolato. Il 17 dicembre, a Clash of Champions, gli Usos hanno difeso con successo i titoli in un Fatal 4-Way Tag Team match che includeva anche Big E e Kofi Kingston del New Day, Chad Gable e Shelton Benjamin e Aiden English e Rusev. Nella puntata di SmackDown del 19 dicembre gli Usos sono stati sconfitti da Chad Gable e Shelton Benjamin in un match non titolato.
Nella puntata di SmackDown del 2 gennaio 2018 gli Usos hanno difeso con successo i titoli contro Chad Gable e Shelton Benjamin. Il 28 gennaio, alla Royal Rumble, gli Usos hanno difeso con successo i titoli contro Chad Gable e Shelton Benjamin in un 2-out-of-3 Falls match per 2-0. L'11 marzo, a Fastlane, gli Usos hanno affrontato Kingston e Woods del New Day per difendere il WWE SmackDown Tag Team Championship ma il match è terminato in no-contest a causa dell'intervento dei Bludgeon Brothers. L'8 aprile, a WrestleMania 34, gli Usos hanno perso i titoli a favore dei Bludgeon Brothers in un Triple Threat Tag Team match che includeva anche Big E e Kofi Kingston, interrompendo il loro regno durato 182 giorni. Nella puntata di SmackDown del 10 aprile gli Usos hanno sconfitto Big E e Xavier Woods, diventando gli sfidanti al WWE SmackDown Tag Team Championship dei Bludgeon Brothers. Il 27 aprile, a Greatest Royal Rumble, gli Usos hanno affrontato i Bludgeon Brothers per il WWE SmackDown Tag Team Championship ma sono stati sconfitti. Nella puntata di SmackDown del 22 maggio gli Usos sono stati sconfitti da Luke Gallows e Karl Anderson in un match per poter affrontare i Bludgeon Brothers per il WWE SmackDown Tag Team Championship a Money in the Bank. Nella puntata di SmackDown del 26 giugno gli Usos e lo United States Champion Jeff Hardy hanno sconfitto i SAni†Y. Nella puntata di SmackDown del 3 luglio gli Usos sono stati sconfitti dal Team Hell No . Il 16 dicembre, a TLC: Tables, Ladders & Chairs, gli Usos hanno partecipato ad un Triple Threat match per il WWE SmackDown Tag Team Championship che includeva anche i campioni The Bar e Big E e Kofi Kingston del New Day ma il match è stato vinto dai The Bar. Nella puntata di SmackDown del 29 gennaio 2019 gli Usos hanno vinto un Four Corners Elimination match che comprendeva anche i The Bar, Big E e Kofi Kingston del New Day e gli Heavy Machinery per determinare gli sfidanti al WWE SmackDown Tag Team Championship di The Miz e Shane McMahon per Elimination Chamber. Il 17 febbraio, ad Elimination Chamber, gli Usos hanno sconfitto The Miz e Shane McMahon conquistando i titoli di coppia di SmackDown per la quarta volta. Il 10 marzo, a Fastlane, gli Usos hanno difeso con successo i titoli contro The Miz e Shane McMahon. Il 7 aprile, a WrestleMania 35, gli Usos hanno difeso con successo i titoli in un Fatal 4-Way Tag Team match che comprendeva anche Aleister Black e Ricochet, i The Bar e Rusev e Shinsuke Nakamura. Nella puntata di SmackDown del 9 aprile gli Usos hanno perso i titoli contro gli Hardy Boyz dopo 51 giorni di regno.
Con lo Shake-up del 15 aprile 2019 gli Usos sono passati al roster di Raw; quella stessa sera, i due hanno sconfitto Bobby Roode e Chad Gable. Nella puntata di Raw del 29 aprile gli Usos hanno sconfitto Luke Gallows e Karl Anderson. Nella puntata di SmackDown del 7 maggio gli Usos sono apparsi nello show per sfidare Daniel Bryan e Rowan per il vacante SmackDown Tag Team Championship ma sono stati sconfitti. Il 19 maggio, nel kick-off di Money in the Bank, gli Usos hanno sconfitto Daniel Bryan e Rowan in un match non titolato. Nella puntata di Raw del 3 giugno gli Usos e Roman Reigns sono stati sconfitti da Drew McIntyre e i Revival. Il 7 giugno, nel kick-off di Super ShowDown, gli Usos hanno sconfitto i Revival. Nella puntata di Raw del 10 giugno gli Usos hanno partecipato ad un Triple Threat match per il Raw Tag Team Championship che comprendeva anche i campioni Curt Hawkins e Zack Ryder e i Revival ma il match è stato vinto da questi ultimi. Nella puntata di Raw del 17 giugno gli Usos hanno sconfitto Luke Gallows e Karl Anderson. Il 14 luglio, a Extreme Rules, gli Usos hanno affrontato i Revival per il Raw Tag Team Championship ma sono stati sconfitti. Nella puntata di Raw del 15 luglio gli Usos e Ricochet hanno sconfitto i Revival e Robert Roode in un 2-out-of-3 Falls match per 2-1. Nella puntata speciale Raw Reunion del 22 luglio gli Usos hanno sconfitto i Raw Tag Team Champions, i Revival, in un match non titolato. Nella puntata di Raw del 29 luglio gli Usos hanno partecipato ad un Triple Threat match per il Raw Tag Team Championship che comprendeva anche i campioni, i Revival, e Luke Gallows e Karl Anderson ma il match è stato vinto da questi ultimi.

#### The Bloodline (2020–2023)
Nella puntata di SmackDown del 3 gennaio 2020 gli Usos tornarono in azione dopo una lunga assenza salvando Roman Reigns dall'attacco di Dolph Ziggler e King Corbin. L'8 marzo, a Elimination Chamber, gli Usos parteciparono all'Elimination Chamber match per lo SmackDown Tag Team Championship che comprendeva anche i campioni John Morrison e The Miz, Dolph Ziggler e Robert Roode, gli Heavy Machinery, I Lucha House Party (Gran Metalik e Lince Dorado) e il New Day (Big E e Kofi Kingston) ma il match venne vinto dai campioni. Il 4 aprile, nella prima serata di WrestleMania 36, Jimmy partecipò ad un Triple Threat Ladder match per lo SmackDown Tag Team Championship contro il campione John Morrison (data l'indisposizione di The Miz ha dovuto difendere da solo i titoli di coppia) e Kofi Kingston ma il match venne vinto da Morrison. Successivamente, Jimmy si infortunò al ginocchio dovendo restare fuori dalle scene per almeno 6-9 mesi.
Nella puntata di SmackDown del 9 aprile 2021 Jey si aggiudicò l'André the Giant Memorial Battle Royal eliminando per ultimo Shinsuke Nakamura. Gli Usos tornarono poi in azione nella puntata di SmackDown del 28 maggio sconfiggendo gli Street Profits. Il 4 giugno, a SmackDown, gli Usos affrontarono per due volte la stessa sera Dominik e Rey Mysterio per lo SmackDown Tag Team Championship ma vennero sconfitti la prima volta in maniera netta e la seconda per squalifica a causa dell'intervento di Roman Reigns. Il 18 luglio, nel Kick-off di Money in the Bank, gli Usos sconfissero Dominik e Rey Mysterio conquistando lo SmackDown Tag Team Championship per la quinta volta. Il 21 agosto, a SummerSlam, gli Usos mantennero i titoli contro Dominik e Rey Mysterio. Il 26 settembre, ad Extreme Rules, gli Usos mantennero le cinture contro gli Street Profits. Nella puntata di SmackDown del 15 ottobre gli Usos trionfarono nuovamente sugli Street Profits in uno Street Fight conservando i titoli di coppia. Il 21 ottobre, nel Kick-off di Crown Jewel, gli Usos trionfarono su Cedric Alexander e Shelton Benjamin in un match non titolato. Il 21 novembre, a Survivor Series, gli Usos vennero sconfitti dai Raw Tag Team Champions, gli RK-Bro. Il 1º gennaio, a Day 1, gli Usos mantennero le cinture di coppia contro il New Day. Nella puntata di SmackDown del 7 gennaio gli Usos sconfissero nuovamente Kingston e Woods, questa volta in uno Street Fight, mantenendo i titoli di coppia. Il 19 febbraio, ad Elimination Chamber, il match tra i Viking Raider e gli Usos per i titoli di coppia di SmackDown non ebbe inizio a causa dell'attacco dei campioni agli sfidanti. Il 2 aprile, nella prima serata di WrestleMania 38, gli Usos sconfissero Rick Boogs e Shinsuke Nakamura mantenendo le cinture di coppia. L'8 maggio, a WrestleMania Backlash, gli Usos e Roman Reigns trionfarono su Drew McIntyre e gli RK-Bro. Il 20 maggio, a SmackDown, gli Usos prevalsero sugli RK-Bro conquistando il Raw Tag Team Championship per la terza volta, unificandolo con lo SmackDown Tag Team Championship e diventando Undisputed WWE Tag Team Champions. Nella puntata di SmackDown del 3 maggio gli Usos mantennero le cinture indiscusse di coppia contro Riddle e Shinsuke Nakamura. Il 2 luglio, a Money in the Bank, gli Usos difesero i titoli unificati di coppia contro gli Street Profits. Il 30 luglio, a SummerSlam, gli Usos mantennero nuovamente i titoli di coppia contro gli Street Profits in un match arbitrato da Jeff Jarrett. La sera dopo, a Raw, gli Usos conservarono i titoli contro Dominik e Rey Mysterio. Nella puntata di SmackDown del 23 settembre gli Usos mantennero le cinture contro Ridge Holland e Butch. Il 5 novembre, a Crown Jewel, gli Usos prevalsero nuovamente sui Brawling Brutes mantenendo i titoli unificati di coppia. Nella puntata di SmackDown dell'11 novembre gli Usos conservarono i titoli contro il New Day e con tale vittoria superarono il record del New Day stesso per il regno più lungo nella storia della WWE. Il 26 novembre, a Survivor Series WarGames, gli Usos, Sami Zayn, Solo Sikoa e Roman Reigns sconfissero Kevin Owens, Drew McIntyre e i Brawling Brutes in un WarGames match.
Persero i titoli il 1º aprile a WrestleMania 39 contro Kevin Owens e Sami Zayn dopo un regno durato 622 giorni. Nella puntata di SmackDown del 28 aprile gli Usos non riuscirono a conquistare le cinture contro Owens e Zayn nella rivincita di WrestleMania 39. Il 6 maggio, a Backlash, gli Usos e Solo Sikoa prevalsero su Kevin Owens, Sami Zayn e Matt Riddle. Il 1º luglio, a Money in the Bank, gli Usos sconfissero Roman Reigns e Solo Sikoa dopo un lungo e sofferto incontro; Jey Uso schienò Reigns dopo tre anni di imbattibilità.
Il 5 agosto, a SummerSlam, Jey Uso affrontò Roman Reigns per l'Undisputed WWE Universal Championship in un tribal combat match per l'Undisputed WWE Universal Championship venendo tutta via sconfitto a causa del tradimento di Jimmy. Successivamente, a SmackDown, Jey attaccò il fratello annunciando di voler lasciare la WWE (kayfabe), tornando poi il 2 settembre, a Payback, dove Cody Rhodes lo annunciò come nuovo membro del roster di Raw.

## Nel wrestling

### Mosse finali in coppia
- 1D (Flapjack di Jey e Cutter di Jimmy in combinazione) – 2022–2023
- Double Uce (Double diving splash)
- Double superkick – 2015–2023

### Manager
- Naomi
- Paul Heyman
- Tamina Snuka

## Titoli e riconoscimenti
- CBS Sports
  - Tag Team of the Year (2018)
- Florida Championship Wrestling

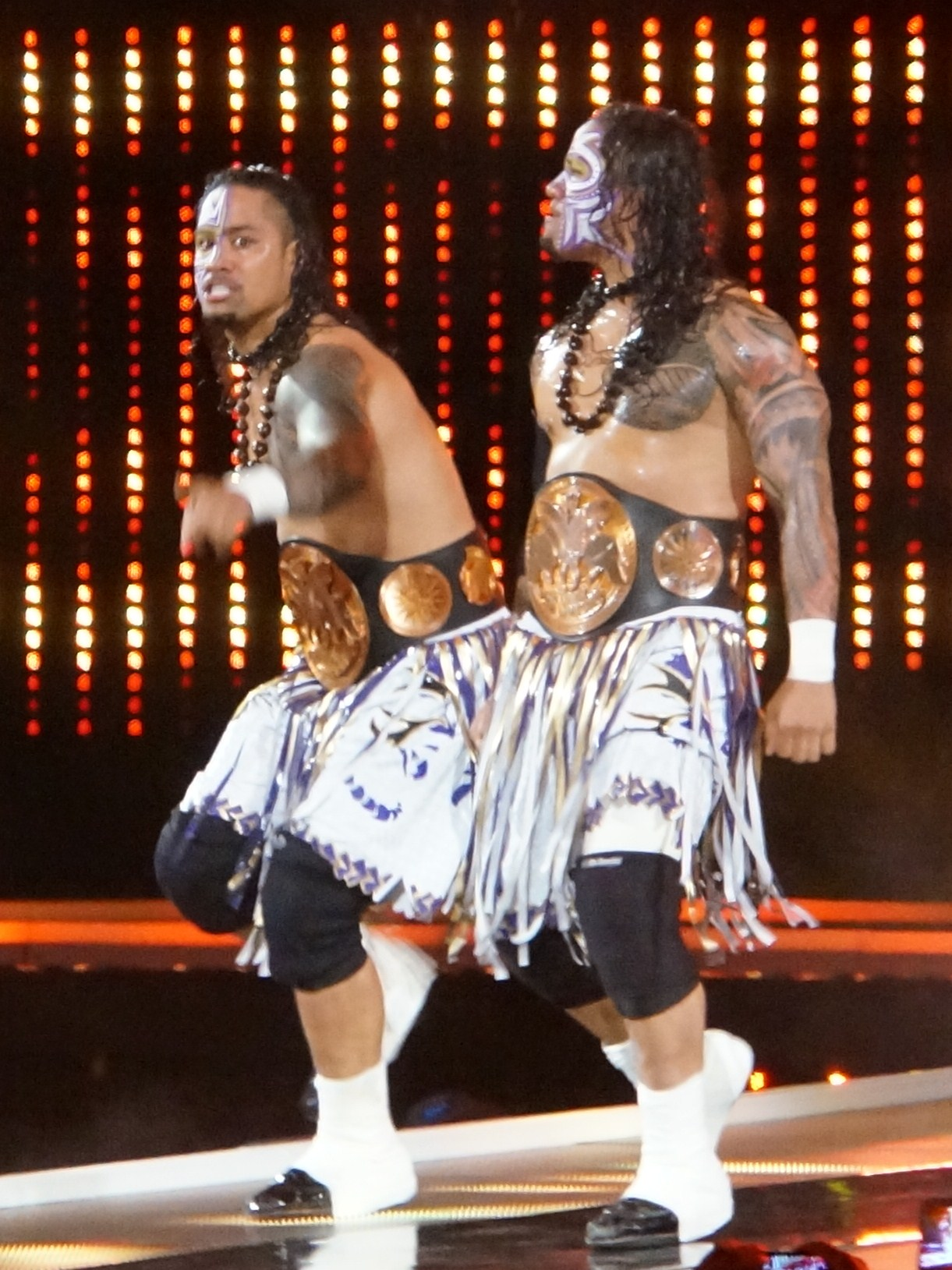
Gli Usos con il WWE Tag Team Championship, titolo che hanno vinto per tre volte

  - FCW Florida Tag Team Championship (1)
- Pro Wrestling Illustrated
  - Tag Team of the Year (2014)
- Rolling Stone
  - Actual Match of the Year (2017) - vs. New Day
  - Tag Team of the Year (2017)
- WWE
  - WWE SmackDown Tag Team Championship (5)
  - WWE Raw Tag Team Championship (3)[22]
  - Slammy Award (2)
    - Tag Team of the Year (edizione 2014, edizione 2015)